# غيل باوزير
غيل باوزير هي إحدى مدن الجمهورية اليمنية. تتبع جغرافيًا لمحافظة حضرموت وإداريًا لمديرية غيل باوزير. يبلغ تعداد سكانها 25741 نسمة حسب الإحصاء الذي جرى عام 2004.

## سبب التسمية
تدل كلمة «الغيل» في اللغة العربية على الماء الذي يجري على وجه الأرض، بينما «باوزير» اسم قبيلة يعتبر هم أول من سكنوها.

## التاريخ
يقترن اسم المدينة باسم مؤسسها الشيخ عبد الرحيم بن عمر باوزير، الذي يعود له الفضل في إظهارها وإشهارها كمدينة معمورة آهلة بالسكان، حيث استقدم إلى غيل باوزير من حضرموت الداخل مجموعة من العوائل تعتبر من أوائل السكان التي تمتد جذورها إلى عهد الشيخ عبد الرحيم بن سعيد باوزير (حفيد المؤسس) الملقب بمولى الطرائق، وذلك حوالي منتصف القرن التاسع الهجري.

## الموقع
تقع غيل باوزير إلى الشمال الشرقي من مدينة المكلا في محافظة حضرموت، وتبعد عنها نحو (43 كيلومتر)، وهذه المدينة برواسيها تعتبر من المدن المرتفعة عن سطح البحر، حيث يبلغ ارتفاعها عن ساحل البحر من 80-200 متر. وهي أرض واسعة فيها ينابيع ماء غزيرة جارية عليها كثيراً من أشجار النخيل وأكثر ما يزرع عليها التبغ، ويعرف هناك بالتنباك، وهو من أجود الأنواع المشهورة في حضرموت خاصة وفي اليمن عامة.

## الطقس والمناخ
في غيل باوزير، الصيف حار وشاق وجاف، لكنه غائم في الغالب. أما الشتاء فهو قصير ودافئ ورطب وجاف مع سماء صافية في الغالب. على مدار العام، تتراوح درجة الحرارة عادةً من 20 درجة مئوية إلى 34 درجة مئوية، ونادراً ما تكون أقل من 17 درجة مئوية أو أعلى من 37 درجة مئوية. يستمر الموسم الحار حوالي ثلاثة أشهر وقليل، بالتحديد من 28 أبريل إلى 6 أغسطس. بينما موسم البرودة يستمر لشهرين ونصف فقط، من 14 ديسمبر إلى 28 فبراير.